# Abortive Gasp
Abortive Gasp est un groupe allemand de musique industrielle, originaire de Hambourg, actif entre 1988 et 1989. Il est formé par le chanteur principal Tim Paal et le compositeur Harry Luehr en 1988. Les deux étaient souvent soutenus par divers musiciens invités.

## Histoire
Au sein des scènes de musique industrielle et de musique indépendante, le duo se caractérisait par un haut degré d'improvisation ainsi que par l'utilisation précoce du dub. 
Leur position apolitique les rendait controversés. Les critiques d'Abortive Gasp par différents journalistes musicaux, tels que Brian Duguid, étaient plutôt positives. Certaines de leurs chansons bien connues comme Church is Empty et Psychgod sont bien diffusées sur certaines stations de radio aux États-Unis, en Belgique, et en Australie.
Dans leur phase finale, le groupe attire l'attention en jouant en première partie de Borghesia, dont ils étaient en fort contraste esthétique. Le groupe se sépare en décembre 1989. Ils font l'objet d'un court documentaire en 2021.

## Discographie

### Albums studio
- 1988 : To Have the Second Crack (cassette auto-distribuée)
- 1986 : Raw Scent (cassette auto-distribuée)
- 1986 : Bullfrog (Alternate Media Tapes)
- 1989 : A Fridge Fulla Bribes (Harsh Reality Music)[4]